# NBA 플레이-인 토너먼트
NBA 플레이-인 토너먼트(영어: NBA Play-in tournament)는 NBA 포스트시즌 예선 토너먼트다. 동부 콘퍼런스(영어: Eastern Conference)와 서부 콘퍼런스(영어: Western Conference)에서 최종 플레이오프 시드 2개를 결정하며 포스트시즌 메인 대회이자 리그가 플레이인 대회와 별개로 간주하는 NBA 플레이오프 직전에 진행된다. 각 콘퍼런스별 순위 7위∼10위로 정규시즌을 마친 팀들이 각 콘퍼런스 브래킷 토너먼트.에서 7번과 8번 시드를 가리기 위해 경쟁한다.

## 토너먼트 방식

### 원본 형식
2020년 6월 4일 NBA 이사회는 2019~2020 시즌 사상 첫 플레이-인 토너먼트를 승인했다. 이 경기는 코로나-19 팬데믹 기간 동안 경기에 복귀하기 위한 일환으로 계획되었다. 두 컨퍼런스의 8번 시드와 9번 시드가 서로 4게임 이내라면 두 시드는 최대 2번의 플레이인 게임에서 서로 경기를 하게 된다. 8번 시드가 1차전에서 승리하면 플레이오프에 진출한다. 9번 시드가 첫 번째 게임에서 이겼다면 두 번째 게임이 진행됩니다. 두 번째 게임의 승자는 플레이오프에 진출할 것이다.

### 현재 형식
2020년 11월 19일 NBA 이사회는 2020~2021 시즌에 각 콘퍼런스에서 7위에서 10위를 차지한 팀이 참여하는 플레이오프 플레이인 토너먼트를 개최하는 형식을 승인했다. 2022년 7월 22일 NBA 이사회는 이 형식을 영구화했다.
형식은 4개 팀 플레이오프를 위한 페이지-매킨타이어 시스템의 처음 두 라운드와 유사하다. 9위 팀은 10위 팀을 주최하며 패자는 탈락합니다. 7위 팀은 더블 찬스 게임에서 8위 팀을 주최하며 우승자가 7번 시드로 진출한다. 7/8 게임의 패자는 9/10 게임의 승자를 주최하고 승자는 8 시드를 받습니다. NBA의 정규 플레이오프 형식은 정상적으로 진행된다.
|  | 플레이-인 게임 | 플레이-인 게임  | 플레이-인 게임     |      |         | 8번 시드 결정전   | 8번 시드 결정전 | 8번 시드 결정전 |                  |                      | 파이널 시드 | 파이널 시드       | 파이널 시드 |
|  |                |                 |                    |      |         |                   |                 |                 |                  |                      |             |                   |             |
|  | 1              | 정규시즌 7위팀  | 홈                 |      |         |                   |                 |                 |                  |                      |             |                   |             |
|  | 2              | 정규시즌 8위팀  | 원정               |      |         |                   |                 |                 |                  |                      | 7위/8위     | 7위/8위 경기 승자 | 7번 시드    |
|  |                |                 |                    |      | 7위/8위 | 7위/8위 경기 패자 | 홈              |                 | 7위/8위/9위/10위 | 8번 시드 결정전 승자 | 8번 시드    |                   |             |
|  |                | 9위/10위        | 9위/10위 경기 승자 | 원정 |         |                   |                 |                 |                  |                      |             |                   |             |
|  | 3              | 정규시즌 9위팀  | 홈                 |      |         |                   |                 |                 |                  |                      |             |                   |             |
|  | 4              | 정규시즌 10위팀 | 원정               |      |         |                   |                 |                 |                  |                      |             |                   |             |

## 역대 플레이-인 토너먼트 결과

### 동부 콘퍼런스
| 연도 | 홈팀 (순위)                   | 스코어    | 원정팀 (순위)               | 참고 |
| ---- | ----------------------------- | --------- | --------------------------- | --- |
| 2020 | 올랜도 매직 (8위)             | 빈칸      | 워싱턴 위저즈 (9위)         | 9위 워싱턴 위저즈가 25승 47패로 경기를 끝냈기 때문이다 8위 올랜도 매직 33승 40패에 7+1⁄2로 뒤져 플레이-인 토너먼트가 없었다. 올랜도 매직 동부 콘퍼런스 8번 시드로 플레이오프에 진출함. |
| 2021 | 보스턴 셀틱스 (7위)           | 118 - 100 | 워싱턴 위저즈 (8위)         | 보스턴 셀틱스 동부 콘퍼런스 7번 시드로 플레이오프에 진출함. |
| 2021 | 인디애나 페이서스 (9위)       | 144 - 117 | 샬럿 호니츠 (10위)          | 인디애나 페이서스 동부 콘퍼런스 8번 시드 결정전 진출함. |
| 2021 | 워싱턴 위저즈 (8위)           | 142 - 115 | 인디애나 페이서스 (9위)     | 워싱턴 위저즈 동부 콘퍼런스 8번 시드로 플레이오프에 진출함. |
| 2022 | 브루클린 네츠 (7위)           | 115 - 108 | 클리블랜드 캐벌리어스 (8위) | 브루클린 네츠 동부 콘퍼런스 7번 시드로 플레이오프에 진출함. |
| 2022 | 애틀랜타 호크스 (9위)         | 132 - 103 | 샬럿 호니츠 (10위)          | 애틀랜타 호크스 동부 콘퍼런스 8번 시드 결정전 진출함. |
| 2022 | 클리블랜드 캐벌리어스 (8위)   | 101 - 107 | 애틀랜타 호크스 (9위)       | 애틀랜타 호크스 동부 콘퍼런스 8번 시드로 플레이오프에 진출함. |
| 2023 | 마이애미 히트 (7위)           | 105 - 116 | 애틀랜타 호크스 (8위)       | 애틀랜타 호크스 동부 콘퍼런스 7번 시드로 플레이오프에 진출함. |
| 2023 | 토론토 랩터스 (9위)           | 105 - 109 | 시카고 불스 (10위)          | 시카고 불스 동부 콘퍼런스 8번 시드 결정전 진출함. |
| 2023 | 마이애미 히트 (7위)           | 102 - 91  | 시카고 불스 (10위)          | 마이애미 히트 동부 콘퍼런스 8번 시드로 플레이오프에 진출함. |
| 2024 | 필라델피아 세븐티식서스 (7위) | 105 - 104 | 마이애미 히트 (8위)         | 필라델피아 세븐티식서스 동부 콘퍼런스 7번 시드로 플레이오프에 진출함. |
| 2024 | 시카고 불스 (9위)             | 131 - 116 | 애틀랜타 호크스 (10위)      | 시카고 불스 동부 콘퍼런스 8번 시드 결정전 진출함. |
| 2024 | 마이애미 히트 (8위)           | 112 - 91  | 시카고 불스 (9위)           | 마이애미 히트 동부 콘퍼런스 8번 시드로 플레이오프에 진출함. |
| 2025 | 올랜도 매직 (7위)             | 120 - 95  | 애틀랜타 호크스 (8위)       | 올랜도 매직 동부 콘퍼런스 7번 시드로 플레이오프에 진출함. |
| 2025 | 시카고 불스 (9위)             | 90 - 109  | 마이애미 히트 (10위)        | 마이애미 히트 동부 콘퍼런스 8번 시드 결정전 진출함. |
| 2025 | 애틀랜타 호크스 (8위)         | 114 - 123 | 마이애미 히트 (10위)        | 마이애미 히트 동부 콘퍼런스 8번 시드로 플레이오프에 진출함. |

### 서부 콘퍼런스
| 연도 | 홈팀 (순위)                     | 스코어         | 원정팀 (순위)                | 참고 |
| ---- | ------------------------------- | -------------- | ---------------------------- | --- |
| 2020 | 포틀랜드 트레일블레이저스 (8위) | 126- 122       | 멤피스 그리즐리스 (9위)      | 9위 멤피스 그리즐리스 34승 39패, 8위 포틀랜드 트레일블레이저스 35승 39패에 밀려 시즌 전반전을 마쳤기 때문에 8번 시드를 가리기 위해서는 플레이-인 토너먼트가 필요했다. 순위가 높은 팀이 이겼기 때문에 두 번째 게임은 필요하지 않았고, 포틀랜드 트레일블레이저스 서부 콘퍼런스 8번 시드로 플레이오프 진출함. |
| 2021 | 로스앤젤레스 레이커스 (7위)     | 103 - 100      | 골든스테이트 워리어스 (8위)  | 로스앤젤레스 레이커스 서부 콘퍼런스 7번 시드로 플레이오프 진출함. |
| 2021 | 멤피스 그리즐리스 (9위)         | 100 - 96       | 샌안토니오 스퍼스 (10위)     | 멤피스 그리즐리스 서부 콘퍼런스 8번 시드 결정전 진출함. |
| 2021 | 골든스테이트 워리어스 (8위)     | 112 - 117 (OT) | 멤피스 그리즐리스 (9위)      | 멤피스 그리즐리스 서부 콘퍼런스 8번 시드로 플레이오프 진출함. |
| 2022 | 미네소타 팀버울브스 (7위)       | 109 - 104      | 로스앤젤레스 클리퍼스 (8위)  | 미네소타 팀버울브스 서부 콘퍼런스 7번 시드로 플레이오프 진출함. |
| 2022 | 뉴올리언스 펠리컨스 (9위)       | 113 - 103      | 샌안토니오 스퍼스 (10위)     | 뉴올리언스 펠리컨스 서부 콘퍼런스 8번 시드 결정전 진출함. |
| 2022 | 로스앤젤레스 클리퍼스 (8위)     | 101 - 105      | 뉴올리언스 펠리컨스 (9위)    | 뉴올리언스 펠리컨스 서부 콘퍼런스 8번 시드로 플레이오프 진출함. |
| 2023 | 로스앤젤레스 레이커스 (7위)     | 108 - 102 (OT) | 미네소타 팀버울브스 (8위)    | 로스앤젤레스 레이커스 서부 콘퍼런스 7번 시드로 플레이오프 진출함. |
| 2023 | 뉴올리언스 펠리컨스 (9위)       | 118 - 123      | 오클라호마시티 선더 (10위)   | 오클라호마시티 선더 서부 콘퍼런스 8번 시드 결정전 진출함. |
| 2023 | 미네소타 팀버울브스 (8위)       | 120 - 95       | 오클라호마시티 선더 (10위)   | 미네소타 팀버울브스 서부 콘퍼런스 8번 시드로 플레이오프 진출함. |
| 2024 | 뉴올리언스 펠리컨스 (7위)       | 106 - 110      | 로스앤젤레스 레이커스 (8위)  | 로스앤젤레스 레이커스 서부 콘퍼런스 7번 시드로 플레이오프 진출함. |
| 2024 | 새크라멘토 킹스 (9위)           | 118 - 94       | 골든스테이트 워리어스 (10위) | 새크라멘토 킹스 서부 콘퍼런스 8번 시드 결정전 진출함. |
| 2024 | 뉴올리언스 펠리컨스 (7위)       | 105 - 98       | 새크라멘토 킹스 (9위)        | 뉴올리언스 펠리컨스 서부 콘퍼런스 8번 시드로 플레이오프 진출함. |
| 2025 | 골든스테이트 워리어스 (7위)     | 121 - 116      | 멤피스 그리즐리스 (8위)      | 골든스테이트 워리어스 서부 콘퍼런스 7번 시드로 플레이오프 진출함. |
| 2025 | 새크라멘토 킹스 (9위)           | 106 - 120      | 댈러스 매버릭스 (10위)       | 댈러스 매버릭스 서부 콘퍼런스 8번 시드 결정전 진출함. |
| 2025 | 멤피스 그리즐리스 (8위)         | 120 - 106      | 댈러스 매버릭스 (10위)       | 멤피스 그리즐리스 서부 콘퍼런스 8번 시드로 플레이오프 진출함. |

## 플레이오프 시드 결과
- 2021년 현재의 형식을 채택한 이후 플레이-인 토너먼트에 진출하는 각 팀의 컨퍼런스 포지션별 결과를 보여줍니다.

| 시즌 순위 | 플레이-인 토너먼트 | 8번 시드 결정전 | 7번 시드 | 8번 시드 | 진출 실패 |
| --------- | ------------------ | --------------- | -------- | -------- | --------- |
| 7위       | 8승 2패            | 2승             | 8회      | 2회      | 빈칸      |
| 8위       | 2승 8패            | 4승 4패         | 2회      | 4회      | 4회       |
| 9위       | 6승 4패            | 3승 3패         | 빈칸     | 3회      | 7회       |
| 10위      | 4승 6패            | 1승 3패         | 빈칸     | 1회      | 9회       |

## 같이 보기
- NBA 컵